# Rangliste des deutschen Fußballs/1970er
Dieser Artikel gibt eine Übersicht über die Historie der Rangliste des deutschen Fußballs des kicker-Sportmagazins in der Zeit von 1970 bis 1979.

## Chronik der 1970er Jahre
Erläuterung: Die Flagge vor dem Spielernamen gibt die Staatsbürgerschaft des Spielers an bzw. (bei doppelter Staatsbürgerschaft oder nach einem Wechsel der Staatsbürgerschaft) die Nationalmannschaft, für die der Spieler zum Zeitpunkt des Erscheinens der Rangliste spielte oder spielberechtigt war. Ist keine Flagge vor dem Namen eingefügt, so hatte der betreffende Spieler zum Zeitpunkt des Erscheinens der Rangliste die deutsche Staatsbürgerschaft.

### Sommer 1970
Veröffentlicht in der kicker-Ausgabe vom 6. Juli 1970 (54/1970). Die Rangliste bewertet das erste Halbjahr 1970.
| Position          | Weltklasse                                                                                    | Internationale Klasse | Im weiteren Kreis |
| ----------------- | --------------------------------------------------------------------------------------------- | --- | --- |
| Torhüter          | –                                                                                             | Sepp Maier (FC Bayern München) Manfred Manglitz (1. FC Köln) Horst Wolter (Eintracht Braunschweig) Norbert Nigbur (FC Schalke 04) Volkmar Groß (Hertha BSC)                    | Jürgen Rynio (Borussia Dortmund) |
| Außenverteidiger  | Hans-Hubert Vogts (Borussia Mönchengladbach)                                                  | Horst-Dieter Höttges (Werder Bremen) Bernd Patzke (Hertha BSC) | Michael Bella (MSV Duisburg) Hartmut Heidemann (MSV Duisburg) |
| Innenverteidiger  | Franz Beckenbauer (FC Bayern München) Karl-Heinz Schnellinger (AC Mailand)                    | Willi Schulz (Hamburger SV) Klaus Fichtel (FC Schalke 04) Wolfgang Weber (1. FC Köln) Klaus-Dieter Sieloff (Borussia Mönchengladbach) Ludwig Müller (Borussia Mönchengladbach) | Hans-Jürgen Wittkamp (FC Schalke 04) |
| Mittelfeldspieler | Franz Beckenbauer (FC Bayern München) Wolfgang Overath (1. FC Köln) Uwe Seeler (Hamburger SV) | Günter Netzer (Borussia Mönchengladbach) | Wolfgang Gayer (Hertha BSC) Helmut Haller (Juventus Turin) Max Lorenz (Eintracht Braunschweig) Peter Dietrich (Borussia Mönchengladbach) Franz Roth (FC Bayern München) Klaus Zaczyk (Hamburger SV) Heinz Flohe (1. FC Köln) Jürgen Friedrich (1. FC Kaiserslautern) |
| Rechtsaußen       | –                                                                                             | Jürgen Grabowski (Eintracht Frankfurt) Reinhard Libuda (FC Schalke 04) | Herbert Wimmer (Borussia Mönchengladbach) Bernd Rupp (1. FC Köln) Arno Steffenhagen (Hertha BSC) |
| Linksaußen        | –                                                                                             | Hannes Löhr (1. FC Köln) Jürgen Grabowski (Eintracht Frankfurt) Sigfried Held (Borussia Dortmund)                                                                              | Dieter Brenninger (FC Bayern München) Erich Maas (Eintracht Braunschweig) Willi Neuberger (Borussia Dortmund) Franz Krauthausen (Rot-Weiß Oberhausen) |
| Innenstürmer      | Gerd Müller (FC Bayern München)                                                               | Uwe Seeler (Hamburger SV) | Jupp Heynckes (Hannover 96) Herbert Laumen (Borussia Mönchengladbach) Horst Köppel (Borussia Mönchengladbach) Lorenz Horr (Hertha BSC) Klaus Fischer (TSV 1860 München)                                                                                              |

### Winter 1970/71
Veröffentlicht in der kicker-Ausgabe vom 28. Dezember 1970. Die Rangliste bewertet abweichend vom üblichen Vorgehen das gesamte Jahr 1970, obwohl das erste Halbjahr bereits in der Liste im Sommer betrachtet worden war. Als Begründung gibt der kicker die guten Leistungen der deutschen Mannschaft bei der WM 1970 an.
| Position             | Weltklasse | Internationale Klasse | Im weiteren Kreis |
| -------------------- | --- | --- | --- |
| Torhüter             | – | Sepp Maier (FC Bayern München) Volkmar Groß (Hertha BSC) Horst Wolter (Eintracht Braunschweig) Manfred Manglitz (1. FC Köln) Norbert Nigbur (FC Schalke 04)                | Wolfgang Kleff (Borussia Mönchengladbach) Peter Kunter (Eintracht Frankfurt) |
| Außenverteidiger     | Hans-Hubert Vogts (Borussia Mönchengladbach)                                                                                           | Horst-Dieter Höttges (Werder Bremen) | Bernd Patzke (Hertha BSC) Michael Bella (MSV Duisburg) |
| Innenverteidiger     | Franz Beckenbauer (FC Bayern München) Karl-Heinz Schnellinger (AC Mailand)                                                             | Klaus Fichtel (FC Schalke 04) Willi Schulz (Hamburger SV) Klaus-Dieter Sieloff (Borussia Mönchengladbach) Willi Neuberger (Borussia Dortmund) Wolfgang Weber (1. FC Köln)* | Rolf Rüssmann (FC Schalke 04) Michael Bella (MSV Duisburg) Ludwig Müller (Borussia Mönchengladbach)                                                                                           |
| Mittelfeldspieler    | Franz Beckenbauer (FC Bayern München) Wolfgang Overath (1. FC Köln) Günter Netzer (Borussia Mönchengladbach) Uwe Seeler (Hamburger SV) | Helmut Haller (Juventus Turin) Franz Roth (FC Bayern München) Peter Dietrich (Borussia Mönchengladbach) Jürgen Grabowski (Eintracht Frankfurt)                             | Heinz Flohe (1. FC Köln) Lothar Ulsaß (Eintracht Braunschweig) Herbert Laumen (Borussia Mönchengladbach) Erich Beer (Rot-Weiss Essen) Wolfgang Gayer (Hertha BSC) Klaus Zaczyk (Hamburger SV) |
| Rechtsaußen          | – | Jürgen Grabowski (Eintracht Frankfurt) Reinhard Libuda (FC Schalke 04) | Horst Köppel (Borussia Mönchengladbach) Arno Steffenhagen (Hertha BSC) |
| Linksaußen           | – | Hannes Löhr (1. FC Köln) Jupp Heynckes (Borussia Mönchengladbach) Jürgen Grabowski (Eintracht Frankfurt)                                                                   | Willi Neuberger (Borussia Dortmund) Sigfried Held (Borussia Dortmund) Dieter Brenninger (FC Bayern München)                                                                                   |
| Innenstürmer         | Gerd Müller (FC Bayern München) | Uwe Seeler (Hamburger SV) Jupp Heynckes (Borussia Mönchengladbach) | Horst Köppel (Borussia Mönchengladbach) Werner Weist (Borussia Dortmund) Hannes Löhr (1. FC Köln) Rainer Budde (MSV Duisburg) Lorenz Horr (Hertha BSC) Sigfried Held (Borussia Dortmund)      |
| Ausländische Spieler | – | Willi Lippens (Rot-Weiss Essen) Zoltán Varga (Hertha BSC) Gilbert Gress (VfB Stuttgart) Jan Olsson (VfB Stuttgart)                                                         | Johnny Hansen (FC Bayern München) Ulrik le Fevre (Borussia Mönchengladbach) Heinz van Haaren (FC Schalke 04)                                                                                  |

* In der kicker-Ausgabe vom 4. Januar 1971 (2/1971) gab es eine nachträgliche Berichtigung der Rangliste. Wolfgang Weber war durch einen technischen Fehler nicht abgedruckt worden.

### Sommer 1971
Veröffentlicht in der kicker-Ausgabe vom 5. Juli 1971 (54/1971). Die Rangliste bewertet das erste Halbjahr 1971.
| Position             | Weltklasse                                   | Internationale Klasse                                                                                             | Im weiteren Kreis |
| -------------------- | -------------------------------------------- | --- | --- |
| Torhüter             | –                                            | Sepp Maier (FC Bayern München)                                                                                    | Norbert Nigbur (FC Schalke 04) Volkmar Groß (Hertha BSC) Wolfgang Kleff (Borussia Mönchengladbach) |
| Außenverteidiger     | Hans-Hubert Vogts (Borussia Mönchengladbach) | – | Bernd Patzke (Hertha BSC) Michael Bella (MSV Duisburg) Paul Breitner (FC Bayern München) Hartwig Bleidick (Borussia Mönchengladbach)                                                                                            |
| Libero               | Franz Beckenbauer (FC Bayern München)        | Klaus-Dieter Sieloff (Borussia Mönchengladbach) Klaus Fichtel (FC Schalke 04) Willi Neuberger (Borussia Dortmund) | Willi Schulz (Hamburger SV) |
| Vorstopper           | –                                            | Wolfgang Weber (1. FC Köln) Georg Schwarzenbeck (FC Bayern München) Ludwig Müller (Borussia Mönchengladbach)      | Rolf Rüssmann (FC Schalke 04) |
| Mittelfeldspieler    | Günter Netzer (Borussia Mönchengladbach)     | Wolfgang Overath (1. FC Köln) Jürgen Grabowski (Eintracht Frankfurt)                                              | Lothar Kobluhn (Rot-Weiß Oberhausen) Herbert Wimmer (Borussia Mönchengladbach) Heinz Flohe (1. FC Köln) Lothar Ulsaß (Eintracht Braunschweig) Wolfgang Gayer (Hertha BSC) Klaus Zaczyk (Hamburger SV) Uwe Seeler (Hamburger SV) |
| Rechtsaußen          | –                                            | Jürgen Grabowski (Eintracht Frankfurt)                                                                            | Horst Köppel (Borussia Mönchengladbach) Reinhard Libuda (FC Schalke 04) |
| Linksaußen           | –                                            | Jupp Heynckes (Borussia Mönchengladbach) Sigfried Held (Borussia Dortmund)                                        | Bernd Nickel (Eintracht Frankfurt) Erwin Kremers (Kickers Offenbach) Hannes Löhr (1. FC Köln) Arno Steffenhagen (Hertha BSC) |
| Innenstürmer         | Gerd Müller (FC Bayern München)              | Horst Köppel (Borussia Mönchengladbach) Lorenz Horr (Hertha BSC) Herbert Laumen (Borussia Mönchengladbach)        | Sigfried Held (Borussia Dortmund) Rainer Budde (MSV Duisburg) Karl-Heinz Vogt (1. FC Kaiserslautern) Franz-Josef Hönig (Hamburger SV)                                                                                           |
| Ausländische Spieler | –                                            | Zoltán Varga (Hertha BSC)                                                                                         | Özcan Arkoç (Hamburger SV) Idriz Hošić (1. FC Kaiserslautern) Jan Olsson (VfB Stuttgart) Willi Lippens (Rot-Weiss Essen) Johnny Hansen (FC Bayern München) Milutin Šoškić (1. FC Köln)                                          |

### Winter 1971/72
Veröffentlicht in den kicker-Ausgaben vom 27. Dezember 1971 (104/1971) und vom 3. Januar 1972 (2/1972). Die Rangliste bewertet das zweite Halbjahr 1971.
| Position             | Weltklasse                            | Internationale Klasse | Im weiteren Kreis |
| -------------------- | ------------------------------------- | --- | --- |
| Torhüter             | –                                     | Sepp Maier (FC Bayern München) | Norbert Nigbur (FC Schalke 04) Dieter Burdenski (Arminia Bielefeld) Wolfgang Kleff (Borussia Mönchengladbach) Volkmar Groß (Hertha BSC)                                          |
| Außenverteidiger     | –                                     | Hans-Hubert Vogts (Borussia Mönchengladbach) Georg Schwarzenbeck (FC Bayern München) Horst-Dieter Höttges (Werder Bremen)                  | Paul Breitner (FC Bayern München) Michael Bella (MSV Duisburg) Dieter Zembski (Werder Bremen)                                                                                    |
| Libero               | Franz Beckenbauer (FC Bayern München) | Klaus-Dieter Sieloff (Borussia Mönchengladbach) Klaus Fichtel (FC Schalke 04)                                                              | – |
| Vorstopper           | –                                     | Wolfgang Weber (1. FC Köln) Georg Schwarzenbeck (FC Bayern München) Ludwig Müller (Borussia Mönchengladbach) Klaus Fichtel (FC Schalke 04) | Rolf Rüssmann (FC Schalke 04) |
| Mittelfeldspieler    | –                                     | Günter Netzer (Borussia Mönchengladbach) Wolfgang Overath (1. FC Köln) Herbert Wimmer (Borussia Mönchengladbach)                           | Horst Köppel (VfB Stuttgart) Heinz Flohe (1. FC Köln) Rainer Zobel (FC Bayern München) Franz Roth (FC Bayern München) Klaus Zaczyk (Hamburger SV) Uli Hoeneß (FC Bayern München) |
| Rechtsaußen          | –                                     | Jürgen Grabowski (Eintracht Frankfurt) | Reinhard Libuda (FC Schalke 04) |
| Linksaußen           | –                                     | Jupp Heynckes (Borussia Mönchengladbach)                                                                                                   | Erwin Kremers (FC Schalke 04) Georg Volkert (Hamburger SV) Arno Steffenhagen (Hertha BSC)                                                                                        |
| Innenstürmer         | Gerd Müller (FC Bayern München)       | Jupp Heynckes (Borussia Mönchengladbach) Horst Köppel (VfB Stuttgart) Uli Hoeneß (FC Bayern München)                                       | Uwe Seeler (Hamburger SV) Klaus Fischer (FC Schalke 04) Klaus Wunder (MSV Duisburg)                                                                                              |
| Ausländische Spieler | –                                     | Ulrik le Fevre (Borussia Mönchengladbach) Johann Ettmayer (VfB Stuttgart) Idriz Hošić (1. FC Kaiserslautern)                               | Johnny Hansen (FC Bayern München) Özcan Arkoç (Hamburger SV) Ole Bjørnmose (Hamburger SV) Zlatko Škorić (VfB Stuttgart) Thomas Parits (Eintracht Frankfurt)                      |

### Sommer 1972
Veröffentlicht in den kicker-Ausgaben vom 3. Juli 1972 (54/1972) und vom 10. Juli 1972 (56/1972). Die Rangliste bewertet das erste Halbjahr 1972.
| Position             | Weltklasse                               | Internationale Klasse                                                                                            | Im weiteren Kreis |
| -------------------- | ---------------------------------------- | --- | --- |
| Torhüter             | –                                        | Sepp Maier (FC Bayern München) Norbert Nigbur (FC Schalke 04) Wolfgang Kleff (Borussia Mönchengladbach)          | Bernd Franke (Eintracht Braunschweig) Dieter Burdenski (Arminia Bielefeld)                                                                                           |
| Außenverteidiger     | Paul Breitner (FC Bayern München)        | Horst-Dieter Höttges (Werder Bremen)                                                                             | Michael Bella (MSV Duisburg) Rainer Bonhof (Borussia Mönchengladbach) Helmut Kremers (FC Schalke 04)                                                                 |
| Libero               | Franz Beckenbauer (FC Bayern München)    | Klaus Fichtel (FC Schalke 04)                                                                                    | Klaus-Dieter Sieloff (Borussia Mönchengladbach) |
| Vorstopper           | –                                        | Georg Schwarzenbeck (FC Bayern München)                                                                          | Rolf Rüssmann (FC Schalke 04) |
| Mittelfeldspieler    | Günter Netzer (Borussia Mönchengladbach) | Herbert Wimmer (Borussia Mönchengladbach) Uli Hoeneß (FC Bayern München) Wolfgang Overath (1. FC Köln)           | Heinz Flohe (1. FC Köln) Horst Köppel (VfB Stuttgart) Bernd Hölzenbein (Eintracht Frankfurt) Herbert Lütkebohmert (FC Schalke 04) Bernd Nickel (Eintracht Frankfurt) |
| Rechtsaußen          | –                                        | Jürgen Grabowski (Eintracht Frankfurt)                                                                           | Reinhard Libuda (FC Schalke 04) |
| Linksaußen           | –                                        | Erwin Kremers (FC Schalke 04) Sigfried Held (Kickers Offenbach)                                                  | Hannes Löhr (1. FC Köln) |
| Innenstürmer         | Gerd Müller (FC Bayern München)          | Jupp Heynckes (Borussia Mönchengladbach)                                                                         | Klaus Fischer (FC Schalke 04) Ferdinand Keller (Hannover 96) Bernd Rupp (1. FC Köln) Klaus Wunder (MSV Duisburg) Uwe Seeler (Hamburger SV)                           |
| Ausländische Spieler | –                                        | Idriz Hošić (1. FC Kaiserslautern) Ulrik le Fevre (Borussia Mönchengladbach) Thomas Parits (Eintracht Frankfurt) | Johnny Hansen (FC Bayern München) Heinz van Haaren (FC Schalke 04)                                                                                                   |

### Winter 1972/73
Veröffentlicht in den kicker-Ausgaben vom 27. Dezember 1972 (104/1972) und vom 2. Januar 1973 (1+2/1973). Die Rangliste bewertet das zweite Halbjahr 1972.
| Position             | Weltklasse                               | Internationale Klasse                                                                                               | Im weiteren Kreis |
| -------------------- | ---------------------------------------- | --- | --- |
| Torhüter             | –                                        | Sepp Maier (FC Bayern München) Norbert Nigbur (FC Schalke 04)                                                       | Bernd Franke (Eintracht Braunschweig) Wolfgang Kleff (Borussia Mönchengladbach) Gerhard Welz (1. FC Köln) |
| Außenverteidiger     | –                                        | Paul Breitner (FC Bayern München) Hans-Hubert Vogts (Borussia Mönchengladbach) Horst-Dieter Höttges (Werder Bremen) | Michael Bella (MSV Duisburg) Hans-Josef Kapellmann (1. FC Köln) Manfred Reichert (Wuppertaler SV) |
| Libero               | Franz Beckenbauer (FC Bayern München)    | – | Klaus Fichtel (FC Schalke 04) Bernhard Cullmann (1. FC Köln) |
| Vorstopper           | –                                        | Georg Schwarzenbeck (FC Bayern München)                                                                             | Rolf Rüssmann (FC Schalke 04) |
| Mittelfeldspieler    | Günter Netzer (Borussia Mönchengladbach) | Herbert Wimmer (Borussia Mönchengladbach) Uli Hoeneß (FC Bayern München) Wolfgang Overath (1. FC Köln)              | Horst Köppel (VfB Stuttgart) Heinz Flohe (1. FC Köln) Bernd Hölzenbein (Eintracht Frankfurt) Helmut Kremers (FC Schalke 04) Hermann Bitz (1. FC Kaiserslautern) Gerd Zewe (Fortuna Düsseldorf) Karl-Heinz Handschuh (VfB Stuttgart) |
| Rechtsaußen          | –                                        | Jürgen Grabowski (Eintracht Frankfurt) Jupp Heynckes (Borussia Mönchengladbach)                                     | Reiner Geye (Fortuna Düsseldorf) Gustav Jung (Wuppertaler SV) Wolfgang Seel (1. FC Kaiserslautern) |
| Linksaußen           | –                                        | Erwin Kremers (FC Schalke 04) Sigfried Held (Kickers Offenbach)                                                     | Georg Volkert (Hamburger SV) |
| Innenstürmer         | Gerd Müller (FC Bayern München)          | Jupp Heynckes (Borussia Mönchengladbach)                                                                            | Klaus Wunder (MSV Duisburg) |
| Ausländische Spieler | –                                        | Idriz Hošić (1. FC Kaiserslautern)                                                                                  | Johann Ettmayer (VfB Stuttgart) Johnny Hansen (FC Bayern München) Josef Hickersberger (Kickers Offenbach) Johann Schmidradner (Kickers Offenbach)                                                                                   |

### Sommer 1973
Veröffentlicht in den kicker-Ausgaben vom 2. Juli 1973 (54/1973) und vom 9. Juli 1973 (56/1973). Die Rangliste bewertet das erste Halbjahr 1973.
| Position             | Weltklasse                            | Internationale Klasse | Im weiteren Kreis |
| -------------------- | ------------------------------------- | --- | --- |
| Torhüter             | –                                     | Sepp Maier (FC Bayern München) Bernd Franke (Eintracht Braunschweig) Norbert Nigbur (FC Schalke 04) Wolfgang Kleff (Borussia Mönchengladbach) Gerhard Welz (1. FC Köln) | Fred-Werner Bockholt (Kickers Offenbach) Dietmar Linders (MSV Duisburg) |
| Außenverteidiger     | –                                     | Paul Breitner (FC Bayern München) Hans-Hubert Vogts (Borussia Mönchengladbach) Hans-Josef Kapellmann (1. FC Köln)                                                       | Horst-Dieter Höttges (Werder Bremen) Rainer Bonhof (Borussia Mönchengladbach) Herbert Hein (1. FC Köln)                                                                                |
| Libero               | Franz Beckenbauer (FC Bayern München) | Bernhard Cullmann (1. FC Köln) | Ludwig Müller (Hertha BSC) Lothar Skala (Kickers Offenbach) Helmut Kremers (FC Schalke 04)                                                                                             |
| Vorstopper           | –                                     | Bernhard Cullmann (1. FC Köln) | Georg Schwarzenbeck (FC Bayern München) Wolfgang Weber (1. FC Köln) Horst-Dieter Höttges (Werder Bremen)                                                                               |
| Mittelfeldspieler    | –                                     | Günter Netzer (Borussia Mönchengladbach) Herbert Wimmer (Borussia Mönchengladbach) Wolfgang Overath (1. FC Köln) Heinz Flohe (1. FC Köln)                               | Uli Hoeneß (FC Bayern München) Dietmar Danner (Borussia Mönchengladbach) Horst Köppel (VfB Stuttgart) Heinz Simmet (1. FC Köln) Gerd Zewe (Fortuna Düsseldorf) Erich Beer (Hertha BSC) |
| Rechtsaußen          | –                                     | – | Jürgen Grabowski (Eintracht Frankfurt) Wolfgang Seel (1. FC Kaiserslautern) Reiner Geye (Fortuna Düsseldorf)                                                                           |
| Linksaußen           | –                                     | Erwin Kremers (FC Schalke 04) Jupp Heynckes (Borussia Mönchengladbach)                                                                                                  | Sigfried Held (Kickers Offenbach) Ronald Worm (MSV Duisburg) Dieter Herzog (Fortuna Düsseldorf)                                                                                        |
| Innenstürmer         | –                                     | Gerd Müller (FC Bayern München) | Klaus Wunder (MSV Duisburg) Hans Walitza (VfL Bochum) |
| Ausländische Spieler | –                                     | Henning Jensen (Borussia Mönchengladbach) | Johnny Hansen (FC Bayern München) Johann Schmidradner (Kickers Offenbach) Ole Bjørnmose (Hamburger SV) Per Røntved (Werder Bremen)                                                     |

### Winter 1973/74
Veröffentlicht in den kicker-Ausgaben vom 10. Dezember 1973 (100/1973) und vom 17. Dezember 1973 (102/1973). Die Rangliste bewertet das zweite Halbjahr 1973.
| Position             | Weltklasse | Internationale Klasse | Im weiteren Kreis |
| -------------------- | ---------- | --- | --- |
| Torhüter             | –          | Wolfgang Kleff (Borussia Mönchengladbach) Sepp Maier (FC Bayern München)                                                                                       | Norbert Nigbur (FC Schalke 04) Bernd Franke (Eintracht Braunschweig) Dieter Burdenski (Werder Bremen) Gerhard Heinze (VfB Stuttgart) Wolfgang Fahrian (Fortuna Köln) Gerhard Welz (1. FC Köln)    |
| Außenverteidiger     | –          | Horst-Dieter Höttges (Werder Bremen) Paul Breitner (FC Bayern München) Hans-Hubert Vogts (Borussia Mönchengladbach) Helmut Kremers (FC Schalke 04)             | Rainer Bonhof (Borussia Mönchengladbach) |
| Libero               | –          | Franz Beckenbauer (FC Bayern München) Bernhard Cullmann (1. FC Köln)                                                                                           | Helmut Kremers (FC Schalke 04) |
| Vorstopper           | –          | Wolfgang Weber (1. FC Köln) | Georg Schwarzenbeck (FC Bayern München) Gerd Zimmermann (Fortuna Köln) |
| Mittelfeldspieler    | –          | Uli Hoeneß (FC Bayern München) Wolfgang Overath (1. FC Köln) Heinz Flohe (1. FC Köln) Dietmar Danner (Borussia Mönchengladbach) Bernhard Cullmann (1. FC Köln) | Bernd Hölzenbein (Eintracht Frankfurt) Herbert Wimmer (Borussia Mönchengladbach) Erwin Hermandung (Hertha BSC) Christian Kulik (Borussia Mönchengladbach) Horst Köppel (Borussia Mönchengladbach) |
| Rechtsaußen          | –          | Jürgen Grabowski (Eintracht Frankfurt) | Reiner Geye (Fortuna Düsseldorf) Josef Pirrung (1. FC Kaiserslautern) |
| Linksaußen           | –          | Jupp Heynckes (Borussia Mönchengladbach) Erwin Kremers (FC Schalke 04)                                                                                         | Sigfried Held (Kickers Offenbach) Dieter Herzog (Fortuna Düsseldorf) |
| Innenstürmer         | –          | Gerd Müller (FC Bayern München) Uli Hoeneß (FC Bayern München)                                                                                                 | Willi Reimann (Hannover 96) Klaus Fischer (FC Schalke 04) Erwin Kostedde (Kickers Offenbach) |
| Ausländische Spieler | –          | Johann Ettmayer (VfB Stuttgart) Henning Jensen (Borussia Mönchengladbach) Willi Lippens (Rot-Weiss Essen)                                                      | Johann Schmidradner (Kickers Offenbach) Roland Sandberg (1. FC Kaiserslautern) |

### Sommer 1974
Veröffentlicht in den kicker-Ausgaben vom 22. Juli 1974 (60/1974) und vom 29. Juli 1974 (62/1974). Die Rangliste bewertet das erste Halbjahr 1974.
| Position             | Weltklasse                                                                     | Internationale Klasse | Im weiteren Kreis |
| -------------------- | ------------------------------------------------------------------------------ | --- | --- |
| Torhüter             | Sepp Maier (FC Bayern München)                                                 | Norbert Nigbur (FC Schalke 04) Wolfgang Kleff (Borussia Mönchengladbach)                                                       | Bernd Franke (Eintracht Braunschweig) Werner Scholz (VfL Bochum) Dieter Burdenski (Werder Bremen) |
| Außenverteidiger     | Paul Breitner (FC Bayern München) Hans-Hubert Vogts (Borussia Mönchengladbach) | – | Horst-Dieter Höttges (Werder Bremen) Helmut Kremers (FC Schalke 04) Bernard Dietz (MSV Duisburg) Willi Neuberger (Wuppertaler SV) |
| Libero               | Franz Beckenbauer (FC Bayern München)                                          | – | Bernhard Cullmann (1. FC Köln) Klaus Fichtel (FC Schalke 04) |
| Vorstopper           | –                                                                              | Georg Schwarzenbeck (FC Bayern München) Rainer Bonhof (Borussia Mönchengladbach)                                               | Wolfgang Weber (1. FC Köln) Gerd Zimmermann (Fortuna Köln) Ernst Diehl (1. FC Kaiserslautern) Rolf Rüssmann (FC Schalke 04) Uwe Kliemann (Eintracht Frankfurt) Horst-Dieter Höttges (Werder Bremen)                                                               |
| Mittelfeldspieler    | –                                                                              | Wolfgang Overath (1. FC Köln) Rainer Bonhof (Borussia Mönchengladbach) Heinz Flohe (1. FC Köln) Bernhard Cullmann (1. FC Köln) | Herbert Wimmer (Borussia Mönchengladbach) Hans-Josef Kapellmann (FC Bayern München) Franz Roth (FC Bayern München) Klaus Toppmöller (1. FC Kaiserslautern) |
| Rechtsaußen          | –                                                                              | Jürgen Grabowski (Eintracht Frankfurt)                                                                                         | Reiner Geye (Fortuna Düsseldorf) |
| Linksaußen           | –                                                                              | Bernd Hölzenbein (Eintracht Frankfurt) Jupp Heynckes (Borussia Mönchengladbach)                                                | Dieter Herzog (Fortuna Düsseldorf) Erwin Kremers (FC Schalke 04) Georg Volkert (Hamburger SV) Sigfried Held (Kickers Offenbach) |
| Innenstürmer         | Gerd Müller (FC Bayern München) Uli Hoeneß (FC Bayern München)                 | Bernd Hölzenbein (Eintracht Frankfurt)                                                                                         | Klaus Fischer (FC Schalke 04) Klaus Wunder (MSV Duisburg) Josef Pirrung (1. FC Kaiserslautern) |
| Ausländische Spieler | –                                                                              | Roland Sandberg (1. FC Kaiserslautern)                                                                                         | Johann Ettmayer (VfB Stuttgart) Johnny Hansen (FC Bayern München) Johann Schmidradner (Kickers Offenbach) Willi Lippens (Rot-Weiss Essen) Conny Torstensson (FC Bayern München) Henning Jensen (Borussia Mönchengladbach) Josef Hickersberger (Kickers Offenbach) |

### Winter 1974/75
Veröffentlicht in den kicker-Ausgaben vom 16. Dezember 1974 (102/1974) und vom 23. Dezember 1974 (104+105/1974). Die Rangliste bewertet das zweite Halbjahr 1974.
| Position             | Weltklasse                                   | Internationale Klasse | Im weiteren Kreis |
| -------------------- | -------------------------------------------- | --- | --- |
| Torhüter             | –                                            | Sepp Maier (FC Bayern München) Norbert Nigbur (FC Schalke 04) Rudi Kargus (Hamburger SV) Bernd Franke (Eintracht Braunschweig)                             | Thomas Zander (Hertha BSC) Wolfgang Kleff (Borussia Mönchengladbach) Fred-Werner Bockholt (Kickers Offenbach) |
| Außenverteidiger     | Hans-Hubert Vogts (Borussia Mönchengladbach) | Bernard Dietz (MSV Duisburg) | Rainer Bonhof (Borussia Mönchengladbach) Helmut Kremers (FC Schalke 04) Hans-Josef Kapellmann (FC Bayern München) Manfred Ritschel (Kickers Offenbach) Manfred Kaltz (Hamburger SV) |
| Libero               | Franz Beckenbauer (FC Bayern München)        | Bernhard Cullmann (1. FC Köln) | Friedhelm Haebermann (Eintracht Braunschweig) Klaus Fichtel (FC Schalke 04) |
| Vorstopper           | –                                            | – | Uwe Kliemann (Hertha BSC) Rolf Rüssmann (FC Schalke 04) Charly Körbel (Eintracht Frankfurt) Georg Schwarzenbeck (FC Bayern München) |
| Mittelfeldspieler    | –                                            | Jürgen Grabowski (Eintracht Frankfurt) Rainer Bonhof (Borussia Mönchengladbach)                                                                            | Wolfgang Seel (Fortuna Düsseldorf) Winfried Schäfer (Kickers Offenbach) Heinz Flohe (1. FC Köln) Karl-Heinz Handschuh (Eintracht Braunschweig) Wolfgang Overath (1. FC Köln) Erich Beer (Hertha BSC) Uli Stielike (Borussia Mönchengladbach) Hermann Bitz (1. FC Kaiserslautern) Hans-Josef Kapellmann (FC Bayern München) Herbert Wimmer (Borussia Mönchengladbach) Wolfgang Sidka (Hertha BSC) |
| Rechtsaußen          | –                                            | – | Reiner Geye (Fortuna Düsseldorf) Rudolf Seliger (MSV Duisburg) Josef Pirrung (1. FC Kaiserslautern) |
| Linksaußen           | –                                            | Sigfried Held (Kickers Offenbach) | Georg Volkert (Hamburger SV) Erwin Kremers (FC Schalke 04) |
| Innenstürmer         | –                                            | Gerd Müller (FC Bayern München) Erwin Kostedde (Kickers Offenbach) Bernd Hölzenbein (Eintracht Frankfurt) Uli Hoeneß (FC Bayern München)                   | Josef Pirrung (1. FC Kaiserslautern) Klaus Fischer (FC Schalke 04) Bernd Gersdorff (Eintracht Braunschweig) Ronald Worm (MSV Duisburg) |
| Ausländische Spieler | –                                            | Roland Sandberg (1. FC Kaiserslautern) Allan Simonsen (Borussia Mönchengladbach) Willi Lippens (Rot-Weiss Essen) Henning Jensen (Borussia Mönchengladbach) | Ronnie Hellström (1. FC Kaiserslautern) Johann Schmidradner (Kickers Offenbach) Ole Bjørnmose (Hamburger SV) |

### Sommer 1975
Veröffentlicht in den kicker-Ausgaben vom 30. Juni 1975 (52/1975) und vom 7. Juli 1975 (54/1975). Die Rangliste bewertet das erste Halbjahr 1975.
| Position             | Weltklasse                                   | Internationale Klasse                                                                                      | Im weiteren Kreis |
| -------------------- | -------------------------------------------- | --- | --- |
| Torhüter             | Sepp Maier (FC Bayern München)               | Wolfgang Kleff (Borussia Mönchengladbach) Rudi Kargus (Hamburger SV) Bernd Franke (Eintracht Braunschweig) | Norbert Nigbur (FC Schalke 04) Thomas Zander (Hertha BSC) Toni Schumacher (1. FC Köln) Dieter Burdenski (Werder Bremen) |
| Außenverteidiger     | Hans-Hubert Vogts (Borussia Mönchengladbach) | Rainer Bonhof (Borussia Mönchengladbach)                                                                   | Willi Neuberger (Eintracht Frankfurt) Manfred Kaltz (Hamburger SV) Bernard Dietz (MSV Duisburg) Bernd Dürnberger (FC Bayern München) Manfred Ritschel (Kickers Offenbach) Jürgen Glowacz (1. FC Köln) Michael Sziedat (Hertha BSC)          |
| Libero               | Franz Beckenbauer (FC Bayern München)        | – | Bernhard Cullmann (1. FC Köln) Ludwig Müller (Hertha BSC) Hans-Jürgen Wittkamp (Borussia Mönchengladbach) Klaus Fichtel (FC Schalke 04) |
| Vorstopper           | –                                            | Uwe Kliemann (Hertha BSC) Charly Körbel (Eintracht Frankfurt)                                              | Georg Schwarzenbeck (FC Bayern München) Gerd Zimmermann (Fortuna Düsseldorf) Peter Nogly (Hamburger SV) Franz-Josef Tenhagen (VfL Bochum)                                                                                                   |
| Mittelfeldspieler    | –                                            | Herbert Wimmer (Borussia Mönchengladbach) Herbert Neumann (1. FC Köln) Wolfgang Overath (1. FC Köln)       | Erich Beer (Hertha BSC) Hans Bongartz (FC Schalke 04) Heinz Flohe (1. FC Köln) Jürgen Röber (Werder Bremen) Uli Stielike (Borussia Mönchengladbach) Wolfgang Sidka (Hertha BSC)                                                             |
| Rechtsaußen          | –                                            | – | Manfred Ritschel (Kickers Offenbach) Reiner Geye (Fortuna Düsseldorf) |
| Linksaußen           | –                                            | Jupp Heynckes (Borussia Mönchengladbach)                                                                   | Georg Volkert (Hamburger SV) Sigfried Held (Kickers Offenbach) |
| Innenstürmer         | –                                            | Jürgen Grabowski (Eintracht Frankfurt)                                                                     | Wolfgang Seel (Fortuna Düsseldorf) Dieter Müller (1. FC Köln) Erwin Kostedde (Kickers Offenbach) Gerd Müller (FC Bayern München) Klaus Fischer (FC Schalke 04) Manfred Burgsmüller (Rot-Weiss Essen) Bernd Hölzenbein (Eintracht Frankfurt) |
| Ausländische Spieler | –                                            | Roland Sandberg (1. FC Kaiserslautern) Allan Simonsen (Borussia Mönchengladbach)                           | Willi Lippens (Rot-Weiss Essen) Björn Andersson (FC Bayern München) Ronnie Hellström (1. FC Kaiserslautern) Henning Jensen (Borussia Mönchengladbach)                                                                                       |

### Winter 1975/76
Veröffentlicht in den kicker-Ausgaben vom 22. Dezember 1975 (102+103/1975) und vom 29. Dezember 1975 (104/1975). Die Rangliste bewertet das zweite Halbjahr 1975.
| Position             | Weltklasse                                                                          | Internationale Klasse | Im weiteren Kreis |
| -------------------- | ----------------------------------------------------------------------------------- | --- | --- |
| Torhüter             | Sepp Maier (FC Bayern München)                                                      | Rudi Kargus (Hamburger SV) Wolfgang Kleff (Borussia Mönchengladbach) Bernd Franke (Eintracht Braunschweig)                                                                                 | Günter Wienhold (Eintracht Frankfurt) Dieter Burdenski (Werder Bremen) Norbert Nigbur (FC Schalke 04) |
| Außenverteidiger     | Hans-Hubert Vogts (Borussia Mönchengladbach)                                        | Bernard Dietz (MSV Duisburg) Manfred Kaltz (Hamburger SV) | Rainer Bonhof (Borussia Mönchengladbach) Peter Reichel (Eintracht Frankfurt) Franz Merkhoffer (Eintracht Braunschweig) Willi Neuberger (Eintracht Frankfurt) Helmut Kremers (FC Schalke 04)                 |
| Libero               | Franz Beckenbauer (FC Bayern München)                                               | Klaus Fichtel (FC Schalke 04) | Hans-Jürgen Wittkamp (Borussia Mönchengladbach) Willi Neuberger (Eintracht Frankfurt) Paul Hahn (Bayer Uerdingen) Friedhelm Haebermann (Eintracht Braunschweig)                                             |
| Vorstopper           | –                                                                                   | – | Georg Schwarzenbeck (FC Bayern München) Franz-Josef Tenhagen (VfL Bochum) Charly Körbel (Eintracht Frankfurt) Reiner Hollmann (Eintracht Braunschweig) Peter Nogly (Hamburger SV) Uwe Kliemann (Hertha BSC) |
| Mittelfeldspieler    | –                                                                                   | Herbert Wimmer (Borussia Mönchengladbach) Jürgen Grabowski (Eintracht Frankfurt) Erich Beer (Hertha BSC) Uli Stielike (Borussia Mönchengladbach) Dietmar Danner (Borussia Mönchengladbach) | Hans Bongartz (FC Schalke 04) Karl-Heinz Handschuh (Eintracht Braunschweig) Wolfgang Overath (1. FC Köln) Wolfgang Sidka (Hertha BSC)                                                                       |
| Rechtsaußen          | –                                                                                   | Bernd Hölzenbein (Eintracht Frankfurt) | Josef Pirrung (1. FC Kaiserslautern) Gerhard Grau (Hertha BSC) Peter Hayduk (Hannover 96) Reiner Geye (Fortuna Düsseldorf)                                                                                  |
| Linksaußen           | –                                                                                   | Jupp Heynckes (Borussia Mönchengladbach) | Erwin Kremers (FC Schalke 04) Bernd Gersdorff (Eintracht Braunschweig) Georg Volkert (Hamburger SV) |
| Innenstürmer         | –                                                                                   | – | Klaus Fischer (FC Schalke 04) Erwin Kostedde (Hertha BSC) Ronald Worm (MSV Duisburg) Klaus Toppmöller (1. FC Kaiserslautern)                                                                                |
| Ausländische Spieler | Henning Jensen (Borussia Mönchengladbach) Allan Simonsen (Borussia Mönchengladbach) | Willi Lippens (Rot-Weiss Essen) Roland Sandberg (1. FC Kaiserslautern) Ronnie Hellström (1. FC Kaiserslautern)                                                                             | Ole Bjørnmose (Hamburger SV) Kurt Jara (MSV Duisburg) |

### Sommer 1976
Veröffentlicht in den kicker-Ausgaben vom 5. Juli 1976 (54/1976) und vom 12. Juli 1976 (56/1976). Die Rangliste bewertet das erste Halbjahr 1976.
| Position             | Weltklasse                               | Internationale Klasse | Im weiteren Kreis |
| -------------------- | ---------------------------------------- | --- | --- |
| Torhüter             | Sepp Maier (FC Bayern München)           | Rudi Kargus (Hamburger SV) | Bernd Franke (Eintracht Braunschweig) Norbert Nigbur (FC Schalke 04) Dieter Burdenski (Werder Bremen) Wolfgang Kleff (Borussia Mönchengladbach) |
| Außenverteidiger     | –                                        | Hans-Hubert Vogts (Borussia Mönchengladbach) Bernard Dietz (MSV Duisburg) Rainer Bonhof (Borussia Mönchengladbach) | Manfred Kaltz (Hamburger SV) Peter Reichel (Eintracht Frankfurt) Franz Merkhoffer (Eintracht Braunschweig) Peter Hidien (Hamburger SV) |
| Libero               | Franz Beckenbauer (FC Bayern München)    | Hans-Jürgen Wittkamp (Borussia Mönchengladbach) Willi Neuberger (Eintracht Frankfurt) | Werner Melzer (1. FC Kaiserslautern) Klaus Fichtel (FC Schalke 04) |
| Vorstopper           | –                                        | Georg Schwarzenbeck (FC Bayern München) Peter Nogly (Hamburger SV) | Reiner Hollmann (Eintracht Braunschweig) Amand Theis (Kickers Offenbach) |
| Mittelfeldspieler    | Rainer Bonhof (Borussia Mönchengladbach) | Jürgen Grabowski (Eintracht Frankfurt) Erich Beer (Hertha BSC) Heinz Flohe (1. FC Köln) Herbert Wimmer (Borussia Mönchengladbach) Uli Stielike (Borussia Mönchengladbach) Hans Bongartz (FC Schalke 04) Bernd Dürnberger (FC Bayern München) | Franz-Josef Tenhagen (VfL Bochum) Dietmar Danner (Borussia Mönchengladbach) Karl-Heinz Handschuh (Eintracht Braunschweig) Johannes Riedl (1. FC Kaiserslautern) Caspar Memering (Hamburger SV) Jürgen Röber (Werder Bremen) Hans-Josef Kapellmann (FC Bayern München) |
| Rechtsaußen          | –                                        | Bernd Hölzenbein (Eintracht Frankfurt) | Uli Hoeneß (FC Bayern München) Dieter Bast (Rot-Weiss Essen) |
| Linksaußen           | –                                        | Jupp Heynckes (Borussia Mönchengladbach) Bernd Hölzenbein (Eintracht Frankfurt) | Werner Görts (Werder Bremen) Georg Volkert (Hamburger SV) Karl-Heinz Rummenigge (FC Bayern München) Sigfried Held (Kickers Offenbach) |
| Innenstürmer         | Gerd Müller (FC Bayern München)          | Klaus Fischer (FC Schalke 04) Dieter Müller (1. FC Köln) | Klaus Toppmöller (1. FC Kaiserslautern) Horst Hrubesch (Rot-Weiss Essen) |
| Ausländische Spieler | –                                        | Henning Jensen (Borussia Mönchengladbach) Per Røntved (Werder Bremen) Danilo Popivoda (Eintracht Braunschweig) Branko Oblak (FC Schalke 04) Roland Sandberg (1. FC Kaiserslautern) Ronnie Hellström (1. FC Kaiserslautern)                   | Ole Bjørnmose (Hamburger SV) Allan Simonsen (Borussia Mönchengladbach) Willi Lippens (Rot-Weiss Essen) |

### Winter 1976/77
Veröffentlicht in den kicker-Ausgaben vom 20. Dezember 1976 (102/1976) und vom 27. Dezember 1976 (104/1976). Die Rangliste bewertet das zweite Halbjahr 1976.
| Position             | Weltklasse                                   | Internationale Klasse | Im weiteren Kreis |
| -------------------- | -------------------------------------------- | --- | --- |
| Torhüter             | Sepp Maier (FC Bayern München)               | Rudi Kargus (Hamburger SV) Bernd Franke (Eintracht Braunschweig) Norbert Nigbur (Hertha BSC)                                                       | Dieter Burdenski (Werder Bremen) Wolfgang Kneib (Borussia Mönchengladbach) |
| Außenverteidiger     | Hans-Hubert Vogts (Borussia Mönchengladbach) | Manfred Kaltz (Hamburger SV) Bernard Dietz (MSV Duisburg)                                                                                          | Werner Schneider (MSV Duisburg) Harald Konopka (1. FC Köln) Peter Hidien (Hamburger SV) Jürgen Glowacz (1. FC Köln) |
| Libero               | Franz Beckenbauer (FC Bayern München)        | Hans-Jürgen Wittkamp (Borussia Mönchengladbach) | Klaus Fichtel (FC Schalke 04) Roland Gerber (1. FC Köln) |
| Vorstopper           | –                                            | Wolfgang Weber (1. FC Köln) | Georg Schwarzenbeck (FC Bayern München) Herbert Zimmermann (1. FC Köln) |
| Mittelfeldspieler    | –                                            | Rainer Bonhof (Borussia Mönchengladbach) Heinz Flohe (1. FC Köln) Erich Beer (Hertha BSC) Uli Stielike (Borussia Mönchengladbach)                  | Hans-Josef Kapellmann (FC Bayern München) Jürgen Grabowski (Eintracht Frankfurt) Hans Bongartz (FC Schalke 04) Herbert Wimmer (Borussia Mönchengladbach) Bernd Dürnberger (FC Bayern München) Wolfgang Overath (1. FC Köln) Dieter Bast (Rot-Weiss Essen) Karl-Heinz Handschuh (Eintracht Braunschweig) Jürgen Röber (Werder Bremen) Winfried Schäfer (Karlsruher SC) Franz-Josef Tenhagen (VfL Bochum) |
| Rechtsaußen          | –                                            | Karl-Heinz Rummenigge (FC Bayern München) Bernd Hölzenbein (Eintracht Frankfurt)                                                                   | Uli Hoeneß (FC Bayern München) Rüdiger Abramczik (FC Schalke 04) Rudolf Seliger (MSV Duisburg) |
| Linksaußen           | –                                            | Jupp Heynckes (Borussia Mönchengladbach) Karl-Heinz Rummenigge (FC Bayern München)                                                                 | Erwin Kremers (FC Schalke 04) Wolfgang Seel (Fortuna Düsseldorf) Norbert Janzon (Karlsruher SC) |
| Innenstürmer         | Gerd Müller (FC Bayern München)              | Klaus Fischer (FC Schalke 04) | Wolfgang Frank (Eintracht Braunschweig) Dieter Müller (1. FC Köln) Willi Reimann (Hamburger SV) |
| Ausländische Spieler | –                                            | Branko Oblak (FC Schalke 04) Danilo Popivoda (Eintracht Braunschweig) Ronnie Hellström (1. FC Kaiserslautern) Benny Wendt (Tennis Borussia Berlin) | Allan Simonsen (Borussia Mönchengladbach) Conny Torstensson (FC Bayern München) Per Røntved (Werder Bremen) Josef Hickersberger (Fortuna Düsseldorf) Willi Lippens (Borussia Dortmund) |

### Sommer 1977
Veröffentlicht in den kicker-Ausgaben vom 4. Juli 1977 (54/1977) und vom 11. Juli 1977 (56/1977). Die Rangliste bewertet das erste Halbjahr 1977.
| Position             | Weltklasse                                                         | Internationale Klasse | Im weiteren Kreis |
| -------------------- | ------------------------------------------------------------------ | --- | --- |
| Torhüter             | Sepp Maier (FC Bayern München)                                     | Rudi Kargus (Hamburger SV) Bernd Franke (Eintracht Braunschweig) Volkmar Groß (Tennis Borussia Berlin) Norbert Nigbur (Hertha BSC) Wolfgang Kneib (Borussia Mönchengladbach)                                    | Dieter Burdenski (Werder Bremen) Dieter Ferner (1. FC Saarbrücken) |
| Außenverteidiger     | –                                                                  | Manfred Kaltz (Hamburger SV) Hans-Hubert Vogts (Borussia Mönchengladbach) Bernard Dietz (MSV Duisburg) | Herbert Zimmermann (1. FC Köln) Willi Neuberger (Eintracht Frankfurt) Michael Lameck (VfL Bochum) Jürgen Sobieray (FC Schalke 04) Peter Hidien (Hamburger SV) Werner Schneider (MSV Duisburg) |
| Libero               | Franz Beckenbauer (FC Bayern München) Manfred Kaltz (Hamburger SV) | Hans-Jürgen Wittkamp (Borussia Mönchengladbach) | Roland Gerber (1. FC Köln) Egon Schmitt (1. FC Saarbrücken) |
| Vorstopper           | –                                                                  | Rolf Rüssmann (FC Schalke 04) Peter Nogly (Hamburger SV) | Charly Körbel (Eintracht Frankfurt) Georg Schwarzenbeck (FC Bayern München) Horst-Dieter Höttges (Werder Bremen) Ditmar Jakobs (Tennis Borussia Berlin) |
| Mittelfeldspieler    | –                                                                  | Jürgen Grabowski (Eintracht Frankfurt) Rainer Bonhof (Borussia Mönchengladbach) Erich Beer (Hertha BSC) Heinz Flohe (1. FC Köln) Uli Stielike (Borussia Mönchengladbach) Bernd Hölzenbein (Eintracht Frankfurt) | Hans Bongartz (FC Schalke 04) Herbert Wimmer (Borussia Mönchengladbach) Felix Magath (Hamburger SV) Manfred Burgsmüller (Borussia Dortmund) Hans-Josef Kapellmann (FC Bayern München) Franz-Josef Tenhagen (VfL Bochum) Wolfgang Seel (Fortuna Düsseldorf) Klaus Allofs (Fortuna Düsseldorf) Caspar Memering (Hamburger SV) Winfried Schäfer (Karlsruher SC) Dieter Bast (Rot-Weiss Essen) Burkhard Segler (Borussia Dortmund) |
| Rechtsaußen          | –                                                                  | Rüdiger Abramczik (FC Schalke 04) Bernd Hölzenbein (Eintracht Frankfurt) | Karl-Heinz Rummenigge (FC Bayern München) Arno Steffenhagen (Hamburger SV) Peter Geyer (Borussia Dortmund) |
| Linksaußen           | –                                                                  | Georg Volkert (Hamburger SV) | Karl-Heinz Rummenigge (FC Bayern München) Roland Stegmayer (1. FC Saarbrücken) Wolfgang Seel (Fortuna Düsseldorf) Norbert Janzon (Karlsruher SC) |
| Innenstürmer         | –                                                                  | Klaus Fischer (FC Schalke 04) Dieter Müller (1. FC Köln) Gerd Müller (FC Bayern München) | Wolfgang Frank (Eintracht Braunschweig) Willi Reimann (Hamburger SV) Rüdiger Wenzel (Eintracht Frankfurt) |
| Ausländische Spieler | Allan Simonsen (Borussia Mönchengladbach)                          | Danilo Popivoda (Eintracht Braunschweig) Ronnie Hellström (1. FC Kaiserslautern) Branko Oblak (FC Schalke 04) Per Røntved (Werder Bremen)                                                                       | Benny Wendt (Tennis Borussia Berlin) Josef Hickersberger (Fortuna Düsseldorf) Enver Marić (FC Schalke 04) Kurt Jara (MSV Duisburg) Josef Kaczor (VfL Bochum)** |

** Josef Kaczor ist Deutscher und wurde vom kicker fälschlicherweise in der Kategorie Ausländische Spieler einsortiert.

### Winter 1977/78
Veröffentlicht in den kicker-Ausgabe vom 27. Dezember 1977 (104/1977) und vom 2. Januar 1978 (1+2/1978). Die Rangliste bewertet das zweite Halbjahr 1977.
| Position             | Weltklasse                                                      | Internationale Klasse | Im weiteren Kreis |
| -------------------- | --------------------------------------------------------------- | --- | --- |
| Torhüter             | –                                                               | Sepp Maier (FC Bayern München) Bernd Franke (Eintracht Braunschweig) Norbert Nigbur (Hertha BSC) Dieter Burdenski (Werder Bremen) Rudi Kargus (Hamburger SV) | Volkmar Groß (FC Schalke 04) Helmut Roleder (VfB Stuttgart) Heinz-Josef Koitka (Eintracht Frankfurt) Werner Scholz (VfL Bochum) |
| Außenverteidiger     | Bernard Dietz (MSV Duisburg)                                    | Hans-Hubert Vogts (Borussia Mönchengladbach) | Herbert Zimmermann (1. FC Köln) Michael Lameck (VfL Bochum) Willi Neuberger (Eintracht Frankfurt) Hans Weiner (Hertha BSC) |
| Libero               | –                                                               | Manfred Kaltz (Hamburger SV) | Franz-Josef Tenhagen (VfL Bochum) Roland Gerber (1. FC Köln) Gerd Zewe (Fortuna Düsseldorf) |
| Vorstopper           | –                                                               | Rolf Rüssmann (FC Schalke 04) Rainer Bonhof (Borussia Mönchengladbach)                                                                                       | Charly Körbel (Eintracht Frankfurt) Peter Nogly (Hamburger SV) Gerd Strack (1. FC Köln) Karlheinz Förster (VfB Stuttgart) |
| Mittelfeldspieler    | Jürgen Grabowski (Eintracht Frankfurt) Heinz Flohe (1. FC Köln) | Rainer Bonhof (Borussia Mönchengladbach) Paul Breitner (Eintracht Braunschweig) Manfred Burgsmüller (Borussia Dortmund)                                      | Herbert Wimmer (Borussia Mönchengladbach) Herbert Neumann (1. FC Köln) Hans-Peter Müller (VfB Stuttgart) Erich Beer (Hertha BSC) Hans Bongartz (FC Schalke 04) Helmut Kremers (FC Schalke 04) Klaus Toppmöller (1. FC Kaiserslautern) Klaus Allofs (Fortuna Düsseldorf) Erwin Hadewicz (VfB Stuttgart) Wolfgang Sidka (Hertha BSC) |
| Rechtsaußen          | –                                                               | Bernd Hölzenbein (Eintracht Frankfurt) | Rüdiger Abramczik (FC Schalke 04) Karl-Heinz Rummenigge (FC Bayern München) Rudolf Seliger (MSV Duisburg) Karl Del’Haye (Borussia Mönchengladbach) Reiner Geye (1. FC Kaiserslautern) |
| Linksaußen           | –                                                               | – | Karl-Heinz Rummenigge (FC Bayern München) Georg Volkert (Hamburger SV) Jupp Heynckes (Borussia Mönchengladbach) Wolfgang Seel (Fortuna Düsseldorf) |
| Innenstürmer         | –                                                               | Klaus Fischer (FC Schalke 04) Dieter Müller (1. FC Köln) Gerd Müller (FC Bayern München)                                                                     | Ferdinand Keller (Hamburger SV) Franz Gerber (FC St. Pauli) |
| Ausländische Spieler | Allan Simonsen (Borussia Mönchengladbach)                       | Kevin Keegan (Hamburger SV) Ronnie Hellström (1. FC Kaiserslautern) Per Røntved (Werder Bremen) Kurt Jara (MSV Duisburg)                                     | Danilo Popivoda (Eintracht Braunschweig) Josef Hickersberger (Fortuna Düsseldorf) Jørgen Kristensen (Hertha BSC) Roland Hattenberger (VfB Stuttgart) |

### Sommer 1978
Veröffentlicht in den kicker-Ausgaben vom 10. Juli 1978 (56/1978) und vom 17. Juli 1978 (58/1978). Die Rangliste bewertet das erste Halbjahr 1978.
| Position             | Weltklasse                                                          | Internationale Klasse | Im weiteren Kreis |
| -------------------- | ------------------------------------------------------------------- | --- | --- |
| Torhüter             | –                                                                   | Sepp Maier (FC Bayern München) Bernd Franke (Eintracht Braunschweig) Toni Schumacher (1. FC Köln) Norbert Nigbur (Hertha BSC) | Dieter Burdenski (Werder Bremen) Rudi Kargus (Hamburger SV) Heinz-Josef Koitka (Eintracht Frankfurt) Wolfgang Kleff (Borussia Mönchengladbach) Helmut Roleder (VfB Stuttgart) |
| Außenverteidiger     | –                                                                   | Harald Konopka (1. FC Köln) Bernard Dietz (MSV Duisburg) Hans-Hubert Vogts (Borussia Mönchengladbach) Herbert Zimmermann (1. FC Köln) | Michael Lameck (VfL Bochum) Wilhelm Bierofka (TSV 1860 München) Hans Weiner (Hertha BSC) Dieter Brei (Fortuna Düsseldorf) Markus Elmer (VfB Stuttgart) |
| Libero               | –                                                                   | Gerd Zewe (Fortuna Düsseldorf) Manfred Kaltz (Hamburger SV) | Roland Gerber (1. FC Köln) Georg Schwarzenbeck (FC Bayern München) Franz-Josef Tenhagen (VfL Bochum) Holger Brück (Hertha BSC) Willi Neuberger (Eintracht Frankfurt) Horst-Dieter Höttges (Werder Bremen) |
| Vorstopper           | –                                                                   | Rolf Rüssmann (FC Schalke 04) | Karlheinz Förster (VfB Stuttgart) Wilfried Hannes (Borussia Mönchengladbach) Uwe Kliemann (Hertha BSC) Gerd Zimmermann (Fortuna Düsseldorf) Gerd Strack (1. FC Köln) |
| Mittelfeldspieler    | –                                                                   | Heinz Flohe (1. FC Köln) Rainer Bonhof (Borussia Mönchengladbach) Jürgen Grabowski (Eintracht Frankfurt) Bernd Hölzenbein (Eintracht Frankfurt) Karl-Heinz Rummenigge (FC Bayern München) Herbert Neumann (1. FC Köln) Hans-Peter Müller (VfB Stuttgart) Erich Beer (Hertha BSC) Paul Breitner (Eintracht Braunschweig) Manfred Burgsmüller (Borussia Dortmund) | Bernhard Cullmann (1. FC Köln) Hermann Ohlicher (VfB Stuttgart) Hans Bongartz (FC Schalke 04) Erwin Hadewicz (VfB Stuttgart) Klaus Toppmöller (1. FC Kaiserslautern) Klaus Allofs (Fortuna Düsseldorf) Herbert Wimmer (Borussia Mönchengladbach) Jimmy Hartwig (TSV 1860 München) Jürgen Röber (Werder Bremen) |
| Rechtsaußen          | –                                                                   | – | Bernd Hölzenbein (Eintracht Frankfurt) Rudolf Seliger (MSV Duisburg) Karl Del’Haye (Borussia Mönchengladbach) |
| Linksaußen           | –                                                                   | Karl-Heinz Rummenigge (FC Bayern München) | Ronald Worm (MSV Duisburg) Wolfgang Seel (Fortuna Düsseldorf) Georg Volkert (Hamburger SV) Werner Dreßel (Werder Bremen) |
| Innenstürmer         | –                                                                   | – | Dieter Müller (1. FC Köln) Klaus Fischer (FC Schalke 04) Gerd Müller (FC Bayern München) Klaus Toppmöller (1. FC Kaiserslautern) Hans-Joachim Abel (VfL Bochum) Jupp Heynckes (Borussia Mönchengladbach) |
| Ausländische Spieler | Ronnie Hellström (1. FC Kaiserslautern) Kevin Keegan (Hamburger SV) | Allan Simonsen (Borussia Mönchengladbach) Josef Hickersberger (Fortuna Düsseldorf) | Jørgen Kristensen (Hertha BSC) Lennart Larsson (FC Schalke 04) Dragan Holcer (VfB Stuttgart) Roger Van Gool (1. FC Köln) Kurt Jara (MSV Duisburg) Danilo Popivoda (Eintracht Braunschweig) Flemming Lund (Fortuna Düsseldorf)                                                                                  |

### Winter 1978/79
Veröffentlicht in den kicker-Ausgaben vom 27. Dezember 1978 (104+105/1978) und vom 2. Januar 1979 (1+2/1979). Die Rangliste bewertet das zweite Halbjahr 1978.
| Position             | Weltklasse                  | Internationale Klasse                                                                                                  | Im weiteren Kreis |
| -------------------- | --------------------------- | --- | --- |
| Torhüter             | –                           | Sepp Maier (FC Bayern München) Norbert Nigbur (Hertha BSC) Dieter Burdenski (Werder Bremen) Rudi Kargus (Hamburger SV) | Uli Stein (Arminia Bielefeld) Gerhard Heinze (MSV Duisburg) |
| Außenverteidiger     | –                           | Bernard Dietz (MSV Duisburg) Manfred Kaltz (Hamburger SV)                                                              | Bernd Martin (VfB Stuttgart) Herbert Zimmermann (1. FC Köln) Markus Elmer (VfB Stuttgart) Dieter Brei (Fortuna Düsseldorf) |
| Libero               | –                           | Gerd Zewe (Fortuna Düsseldorf)                                                                                         | Roland Gerber (1. FC Köln) Hans-Günter Neues (1. FC Kaiserslautern) Klaus Fichtel (FC Schalke 04) Georg Schwarzenbeck (FC Bayern München) |
| Vorstopper           | –                           | Rolf Rüssmann (FC Schalke 04) Karlheinz Förster (VfB Stuttgart) Gerd Zimmermann (Fortuna Düsseldorf)                   | Hans-Peter Briegel (1. FC Kaiserslautern) Charly Körbel (Eintracht Frankfurt) |
| Mittelfeldspieler    | –                           | Karl-Heinz Rummenigge (FC Bayern München) Hans-Peter Müller (VfB Stuttgart) Paul Breitner (FC Bayern München)          | Klaus Allofs (Fortuna Düsseldorf) Hans Bongartz (1. FC Kaiserslautern) Bernhard Cullmann (1. FC Köln) Erich Beer (Hertha BSC) Jürgen Grabowski (Eintracht Frankfurt) Hermann Ohlicher (VfB Stuttgart) Michael Eggert (VfL Bochum) Jimmy Hartwig (Hamburger SV) Bernd Hölzenbein (Eintracht Frankfurt) Werner Lorant (Eintracht Frankfurt) Ulrich Bittcher (FC Schalke 04) Jürgen Röber (Werder Bremen) |
| Rechtsaußen          | –                           | Rüdiger Abramczik (FC Schalke 04)                                                                                      | Walter Kelsch (VfB Stuttgart) |
| Linksaußen           | –                           | Georg Volkert (VfB Stuttgart)                                                                                          | Wolfgang Seel (Fortuna Düsseldorf) Heinz-Werner Eggeling (VfL Bochum) |
| Innenstürmer         | –                           | – | Klaus Fischer (FC Schalke 04) Klaus Toppmöller (1. FC Kaiserslautern) Dieter Hoeneß (VfB Stuttgart) Horst Hrubesch (Hamburger SV) Harald Nickel (Eintracht Braunschweig) Gerd Müller (FC Bayern München) |
| Ausländische Spieler | Kevin Keegan (Hamburger SV) | Ronnie Hellström (1. FC Kaiserslautern)                                                                                | Kurt Jara (MSV Duisburg) Allan Simonsen (Borussia Mönchengladbach) Dragan Holcer (VfB Stuttgart) Danilo Popivoda (Eintracht Braunschweig) Branko Oblak (FC Bayern München) Bruno Pezzey (Eintracht Frankfurt) Roger Van Gool (1. FC Köln) |

### Sommer 1979
Veröffentlicht in den kicker-Ausgaben vom 2. Juli 1979 (54/1979) und vom 9. Juli 1979 (56/1979). Die Rangliste bewertet das erste Halbjahr 1979.
| Position             | Weltklasse                  | Internationale Klasse | Im weiteren Kreis |
| -------------------- | --------------------------- | --- | --- |
| Torhüter             | –                           | Sepp Maier (FC Bayern München) Norbert Nigbur (Hertha BSC) Dieter Burdenski (Werder Bremen) Rudi Kargus (Hamburger SV)                                                                                   | Toni Schumacher (1. FC Köln) Helmut Roleder (VfB Stuttgart) Uli Stein (Arminia Bielefeld) Gerhard Heinze (MSV Duisburg) |
| Außenverteidiger     | –                           | Bernard Dietz (MSV Duisburg) Manfred Kaltz (Hamburger SV) Bernd Martin (VfB Stuttgart) | Herbert Zimmermann (1. FC Köln) Bernd Förster (VfB Stuttgart) Harald Konopka (1. FC Köln) |
| Libero               | –                           | – | Klaus Fichtel (FC Schalke 04) Hans-Hubert Vogts (Borussia Mönchengladbach) Gerd Zewe (Fortuna Düsseldorf) Bernhard Cullmann (1. FC Köln) Dieter Bast (VfL Bochum) Horst Weyerich (1. FC Nürnberg) Hans-Günter Neues (1. FC Kaiserslautern) Georg Schwarzenbeck (FC Bayern München)                                                                                       |
| Vorstopper           | –                           | Karlheinz Förster (VfB Stuttgart) Gerd Zimmermann (Fortuna Düsseldorf) | Hans-Peter Briegel (1. FC Kaiserslautern) Ditmar Jakobs (MSV Duisburg) Bernd Schuster (1. FC Köln) Rolf Rüssmann (FC Schalke 04) Karl-Heinz Geils (Werder Bremen) |
| Mittelfeldspieler    | –                           | Herbert Zimmermann (1. FC Köln) Paul Breitner (FC Bayern München) Erich Beer (Hertha BSC) Hans-Peter Müller (VfB Stuttgart) Hans Bongartz (1. FC Kaiserslautern)                                         | Caspar Memering (Hamburger SV) Bernhard Cullmann (1. FC Köln) Hermann Ohlicher (VfB Stuttgart) Bernd Schuster (1. FC Köln) Jürgen Groh (1. FC Kaiserslautern) Felix Magath (Hamburger SV) Christian Kulik (Borussia Mönchengladbach) Johannes Riedl (1. FC Kaiserslautern) Jimmy Hartwig (Hamburger SV) Jürgen Röber (Werder Bremen) Charly Körbel (Eintracht Frankfurt) |
| Rechtsaußen          | –                           | Rüdiger Abramczik (FC Schalke 04) Karl-Heinz Rummenigge (FC Bayern München) | Walter Kelsch (VfB Stuttgart) |
| Linksaußen           | –                           | Georg Volkert (VfB Stuttgart) Karl-Heinz Rummenigge (FC Bayern München) | Ewald Lienen (Borussia Mönchengladbach) Wolfgang Seel (Fortuna Düsseldorf) |
| Innenstürmer         | –                           | Klaus Allofs (Fortuna Düsseldorf) | Klaus Fischer (FC Schalke 04) Dieter Hoeneß (VfB Stuttgart) Klaus Toppmöller (1. FC Kaiserslautern) Horst Hrubesch (Hamburger SV) Dieter Müller (1. FC Köln) Ronald Worm (MSV Duisburg) |
| Ausländische Spieler | Kevin Keegan (Hamburger SV) | Ivan Buljan (Hamburger SV) Ronnie Hellström (1. FC Kaiserslautern) Branko Oblak (FC Bayern München) Bruno Pezzey (Eintracht Frankfurt) Danilo Popivoda (Eintracht Braunschweig) Kurt Jara (MSV Duisburg) | Allan Simonsen (Borussia Mönchengladbach) Dragan Holcer (VfB Stuttgart) Hans Borg (Eintracht Braunschweig) Per Røntved (Werder Bremen) |

### Winter 1979/80
Veröffentlicht in den kicker-Ausgaben vom 31. Dezember 1979 (106/1979) und vom 7. Januar 1980 (2/1980). Die Rangliste bewertet das zweite Halbjahr 1979.
| Position             | Weltklasse                                                    | Internationale Klasse                                                                                 | Im weiteren Kreis |
| -------------------- | ------------------------------------------------------------- | --- | --- |
| Torhüter             | –                                                             | Norbert Nigbur (FC Schalke 04) Dieter Burdenski (Werder Bremen) Toni Schumacher (1. FC Köln)          | Walter Junghans (FC Bayern München) Rudi Kargus (Hamburger SV) Wolfgang Kleff (Hertha BSC) Wolfgang Kneib (Borussia Mönchengladbach) |
| Außenverteidiger     | Manfred Kaltz (Hamburger SV)                                  | Bernard Dietz (MSV Duisburg) Bernd Förster (VfB Stuttgart)                                            | Jürgen Groh (1. FC Kaiserslautern) Norbert Nachtweih (Eintracht Frankfurt) Udo Horsmann (FC Bayern München) Jonny Otten (Werder Bremen) |
| Libero               | –                                                             | Bernhard Cullmann (1. FC Köln) Willi Neuberger (Eintracht Frankfurt) Klaus Fichtel (FC Schalke 04)    | Bernard Dietz (MSV Duisburg) Franz-Josef Tenhagen (VfL Bochum) Hans-Günter Neues (1. FC Kaiserslautern) Wilfried Hannes (Borussia Mönchengladbach) |
| Vorstopper           | –                                                             | Karlheinz Förster (VfB Stuttgart) Hans-Peter Briegel (1. FC Kaiserslautern)                           | Ditmar Jakobs (Hamburger SV) Klaus Augenthaler (FC Bayern München) Charly Körbel (Eintracht Frankfurt) Rolf Rüssmann (FC Schalke 04) Dietmar Demuth (Bayer 04 Leverkusen) |
| Mittelfeldspieler    | Paul Breitner (FC Bayern München)                             | Jürgen Grabowski (Eintracht Frankfurt) Hans-Peter Müller (VfB Stuttgart)                              | Bernd Schuster (1. FC Köln) Kurt Niedermayer (FC Bayern München) Mirko Votava (Borussia Dortmund) Bernd Hölzenbein (Eintracht Frankfurt) Felix Magath (Hamburger SV) Hermann Ohlicher (VfB Stuttgart) Rolf Blau (VfL Bochum) Reiner Geye (1. FC Kaiserslautern) Herbert Zimmermann (1. FC Köln) Caspar Memering (Hamburger SV) Sigfried Held (Preußen Münster / Bayer Uerdingen) Bernd Dürnberger (FC Bayern München) Thomas Hörster (Bayer 04 Leverkusen) Hans Bongartz (1. FC Kaiserslautern) Wolfgang Grobe (Eintracht Braunschweig) Jimmy Hartwig (Hamburger SV) Lothar Matthäus (Borussia Mönchengladbach) Hans-Josef Kapellmann (TSV 1860 München) |
| Rechtsaußen          | –                                                             | – | Peter Geyer (Borussia Dortmund) Karl Del’Haye (Borussia Mönchengladbach) Pierre Littbarski (1. FC Köln) |
| Linksaußen           | –                                                             | Georg Volkert (VfB Stuttgart)                                                                         | Ewald Lienen (Borussia Mönchengladbach) Werner Dreßel (Werder Bremen) |
| Innenstürmer         | Karl-Heinz Rummenigge (FC Bayern München)                     | Klaus Fischer (FC Schalke 04) Klaus Allofs (Fortuna Düsseldorf)                                       | Manfred Burgsmüller (Borussia Dortmund) Harald Nickel (Borussia Mönchengladbach) Bernd Hölzenbein (Eintracht Frankfurt) Horst Hrubesch (Hamburger SV) Dieter Müller (1. FC Köln) |
| Ausländische Spieler | Cha Bum-kun (Eintracht Frankfurt) Kevin Keegan (Hamburger SV) | Ivan Buljan (Hamburger SV) Ronnie Hellström (1. FC Kaiserslautern) Bruno Pezzey (Eintracht Frankfurt) | Kurt Jara (MSV Duisburg) Dragan Holcer (VfB Stuttgart) Carsten Nielsen (Borussia Mönchengladbach) Danilo Popivoda (Eintracht Braunschweig) Roland Hattenberger (VfB Stuttgart) |